# AC Arles-Avignon
Athlétic Club Arles-Avignon – francuski klub piłkarski, założony – pod nazwą Athletic Club Arlésien – 19 grudnia 1912 w Arles, na skutek fuzji trzech istniejących wcześniej klubów: "La Pédale Joyeuse", "Arles Auto-Vélo" i "Arles Sports".

## Historia
16 czerwca 2009 przeniesiono siedzibę klubu z Arles do Awinionu (jego stadionem macierzystym stał się od tego czasu Parc des Sports d'Avignon) oraz zmieniono jego nazwę na obecnie obowiązującą (tj. Athlétic Club Arles-Avignon), a 2 lipca 2009 uzyskał on status klubu zawodowego.
W latach 70. XX wieku zespół występował w Ligue 2, a w 1970 i 1973 osiągnął ćwierćfinał Pucharu Francji. W sezonie 2010/2011 klub występował w Ligue 1 z której spadł po zakończeniu rozgrywek.

## Kadra na sezon 2012/2013
Stan na: 8 lutego 2013 r.
| Nr | Poz. | Piłkarz                                   |
| -- | ---- | ----------------------------------------- |
| 1  | BR   | Ludovic Butelle (kapitan)                 |
| 2  | OB   | Chaher Zarour                             |
| 3  | NA   | Kanga Akalé                               |
| 4  | PO   | Damien Plessis                            |
| 5  | OB   | Bakary Soro                               |
| 6  | OB   | Ousmane N’Diaye                           |
| 7  | OB   | Romain Rocchi                             |
| 8  | PO   | Chaouki Ben Saada                         |
| 9  | NA   | Luigi Pieroni                             |
| 10 | PO   | Benjamin Psaume (wypożyczony z Troyes AC) |
| 11 | NA   | Raphaël Caceres                           |
| 12 | NA   | Maurice Dalé                              |
| 13 | OB   | Sébastien Cantini                         |
| 14 | PO   | Jordi Delclos                             |
| 15 | OB   | Erwan Quintin                             |

| Nr | Poz. | Piłkarz                                         |
| -- | ---- | ----------------------------------------------- |
| 16 | BR   | Florent Petit                                   |
| 17 | NA   | Ben Amadou Sangaré                              |
| 18 | NA   | David Suarez                                    |
| 19 | NA   | Jonathan Tinhan (wypożyczony z Montpellier HSC) |
| 20 | OB   | Yunis Abdelhamid                                |
| 21 | NA   | Jordan Galtier                                  |
| 22 | PO   | Haminu Dramani                                  |
| 23 | OB   | Eric Marester                                   |
| 24 | PO   | Julien Cardy                                    |
| 25 | NA   | Téji Savanier                                   |
| 26 | OB   | Mamoudou Mara                                   |
| 27 | PO   | Hugo Rodríguez                                  |
| 29 | PO   | William Aho Abou                                |
| 30 | BR   | Naby-Moussa Yattara                             |

## Sukcesy
- DH Méditerranée: 1954, 1965